# Centre Penitenciari Puig de les Basses
El Centre Penitenciari Puig de les Basses és una presó de la Generalitat de Catalunya situada al municipi de Figueres al Raval Disseminat, 53, en un turó al costat de l'AP-7 entre el castell de Sant Ferran i el municipi de Llers. Es va inaugurar el mes de juny de l'any 2014. El centre substitueix les antigues presons de Figueres i Girona. És el sisè centre penitenciari construït per la Generalitat des que va assumir les competències en matèria d'execució penal el 1984.
En la construcció del centre s'hi han aplicat tècniques capdavanteres i s'ha tingut una cura especial en la reducció de l'impacte visual, de manera que els edificis s'adapten a l'orografia natural del terreny. El projecte d'aquest centre penitenciari, que acompleix totes les característiques del nou model penitenciari català impulsat pel Departament de Justícia, ha comportat una inversió de 108,99 milions d'euros.
L'equipament té una superfície construïda de 61.642,43 metres quadrats, està preparat per acollir 1.174 interns i disposa de 620 cel·les, distribuïdes en nou mòduls i quatre unitats singulars. El Centre Penitenciari Puig de les Basses consta de 17 edificis, dels quals destaquen els nou destinats a mòduls residencials, el mòdul d'ingressos i el departament de règim tancat. L'equipament també compta amb infermeria, un edifici educatiu, formatiu i cultural -que acull, entre d'altres serveis, una escola de formació per a persones adultes-, una àrea d'esports i una zona de serveis on estan ubicats els tallers productius.
Puig de les Basses és un centre majoritàriament per a homes penats adults, encara que també disposa de mòduls específics per a joves i dones i per a interns preventius.
• Superfície construïda: 61.642,43 m²
• Ocupació terreny: 32.307 m²
• Pressupost total de l'obra: 108,99 m€
• Redacció del projecte i direcció de l‘obra: Fabré&Torras Arquitectes Associats, SCP
• Mòduls/cel·les:
- 9 mòduls vida ordinària amb 512 cel·les
- 1 unitat d'ingressos amb 24 cel·les
- 1 unitat de règim tancat amb 38 cel·les
- 1 unitat d'infermeria amb 22 habitacions
- 1 unitat de psiquiàtrica amb 24 habitacions